# Zolotoï Rog
Ne doit pas être confondu avec la Corne d'Or
Le Zolotoï Rog (en russe : Золотой Рог, littéralement « Corne d'Or » d'après la Corne d'Or stambouliote) est une baie abritée en forme de corne, autour de laquelle s'étendent le port et la ville de Vladivostok, en Russie. 

## Géographie

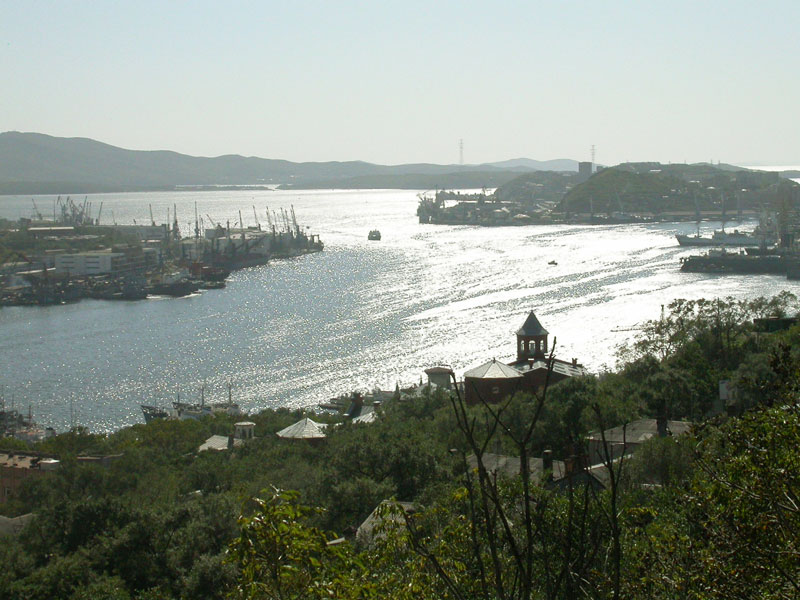
Le Zolotoï Rog à Vladivostok en 2004

D'une longueur de 6,5 km pour une largeur d'environ 600 m, et d'une profondeur variant de 20 à 27 mètres, la baie fait partie du golfe de Pierre-le-Grand, dans la mer du Japon. Elle est séparée de la baie de l'Amour, située à l'ouest, par la péninsule Shkot.
La baie accueille le port de commerce et le port de pêche de Vladivostok, ainsi que des activités de réparation navale. Toutefois, elle coupe la ville en deux parties et interdit les liaisons entre elles. Un pont routier moderne, le pont de la Corne d'Or, relie les deux rives depuis le mois d'août 2012. Long de 737 m, ce pont à haubans s'élève à 70 m au-dessus des eaux de la baie et relie le centre de Vladivostok à un quartier résidentiel.

## Histoire
Jusqu'au milieu du XIXe siècle, la baie était connue par les Chinois sous le nom de « baie Gamat ». Le premier navire européen connu qui ait ancré dans la baie est un baleinier français, en 1852, suivi quelques années plus tard par le navire britannique Winchester au cours de la guerre de Crimée, alors qu'il était à la recherche de l'escadre de Vassili Zavoïko. Les marins britanniques l'appelèrent « Port May ». En 1859, le comte Nikolaï Mouraviov-Amourski donna à la baie son nom actuel de Zolotoï Rog ou Corne d'Or, en raison de sa ressemblance avec la Corne d'Or de Constantinople. Elle s'ouvre sur un détroit qui sépare la péninsule de Mouraviov-Amourski de l'île Rousski et dont le nom a également été emprunté au Bosphore de l'ancienne capitale byzantine : le Bosphore oriental.  